# Wang Hongbin
Wang Hongbin (王宏斌), född februari 1951 i Linying härad, Henan-provinsen, är en kinesisk kommunistisk politiker. Han gick med i Kinas kommunistiska parti i juli 1976 och har tillbringat större delen av sin politiska karriär i hemprovinsen Henan. han är mest känd för sin roll som partisekreterare i hembyn Nanjie som han försökt skapa som en maoistisk mönsterby.